# Schramberg

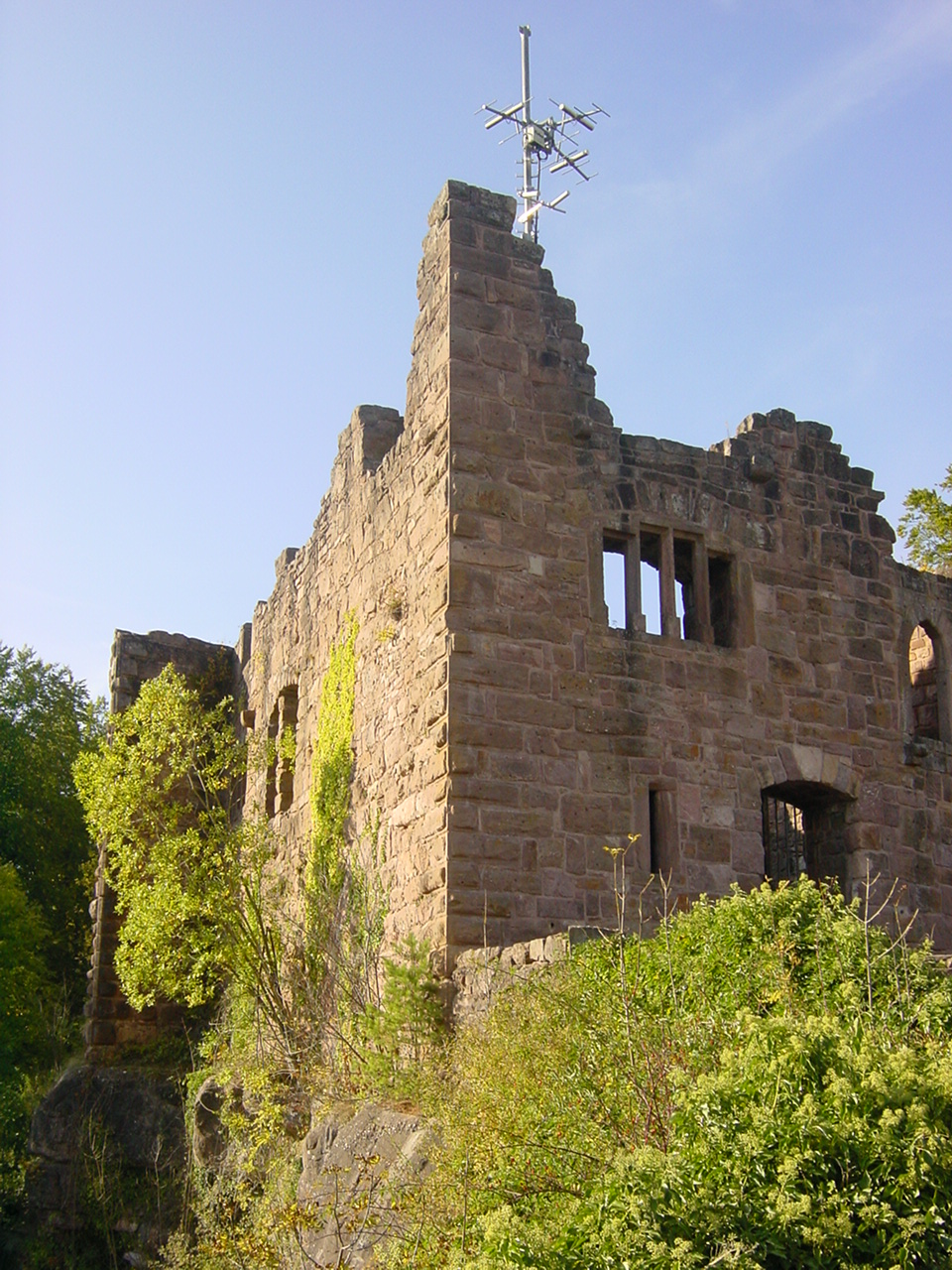
Ruiny zamku Hohenschramberg

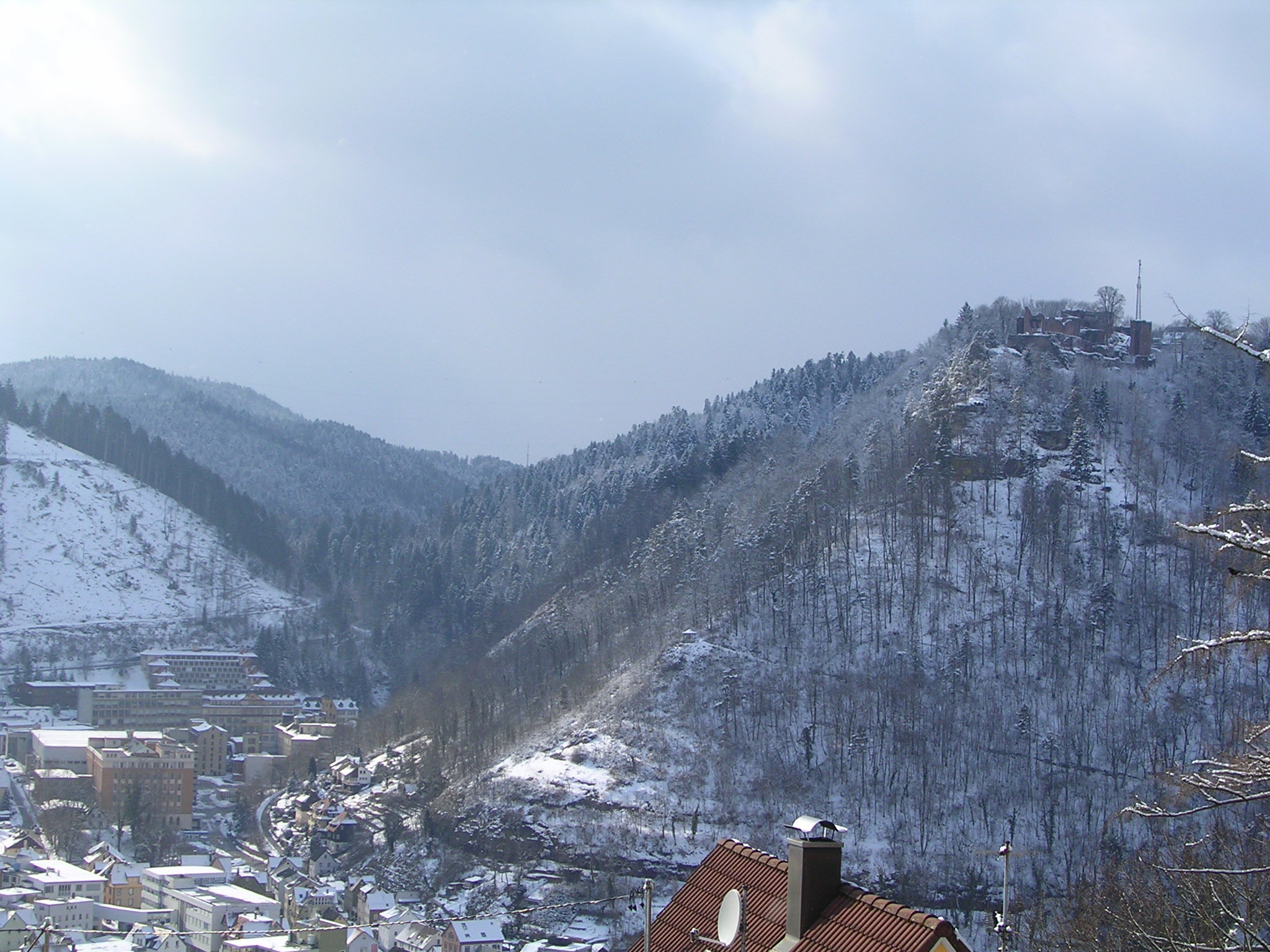
Schramberg zimą

Schramberg – miasto w Niemczech, w kraju związkowym Badenia-Wirtembergia, w rejencji Fryburg, w regionie Schwarzwald-Baar-Heuberg, w powiecie Rottweil, siedziba wspólnoty administracyjnej Schramberg. Leży w Schwarzwaldzie, nad rzeką Schiltach, ok. 15 km na północny zachód od Rottweil, przy drodze krajowej B462.

## Współpraca
Miejscowości partnerskie:
- Charleroi, Belgia
- Čakovec, Chorwacja
- Glashütte, Saksonia
- Hirson, Francja
- Lachen, Szwajcaria
- Pilisvörösvár, Węgry